# Hotel Føroyar

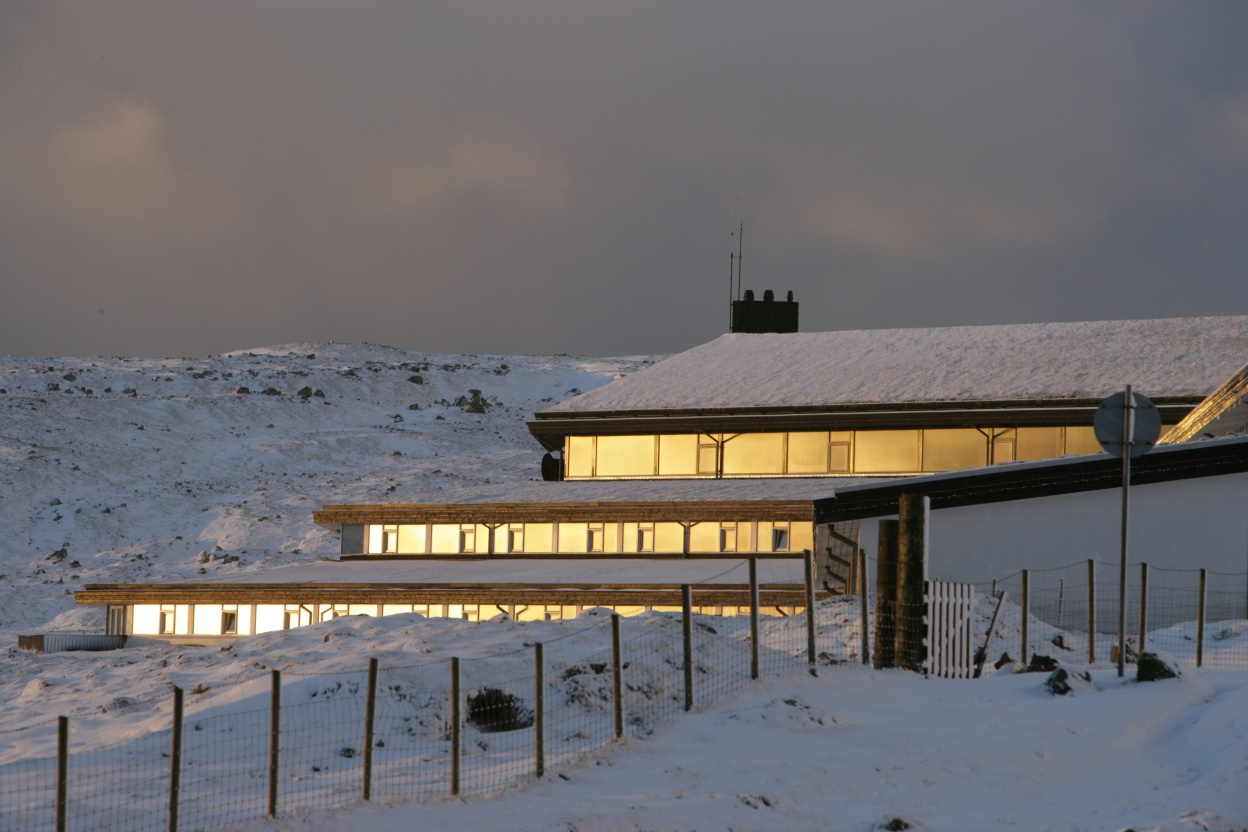
Das Hotel Føroyar

Das Hotel Føroyar ist ein Vier-Sterne-Hotel mit 216 Betten oberhalb der färöischen Hauptstadt Tórshavn.
Das nach einem Entwurf der Architekten Friis & Moltke aus Dänemark gebaute Hotel gehört architektonisch zu den bemerkenswertesten Bauten der Färöer. Ähnlich wie das Haus des Nordens ist es ein flacher Bau mit traditionellem Grasdach und fügt sich so harmonisch in die Landschaft ein. Etwas unterhalb des Hotels dehnt sich der kleine Wald Viðarlundin í Kerjum aus.
Der langgestreckte Komplex liegt auf einem Hang nördlich der Stadt an der Straße 10 und bietet so eine Aussicht über das gesamte Areal mit der Insel Nólsoy im Hintergrund. Die meisten Panoramafotos von Tórshavn werden von hier oben geschossen.
Sowohl das Restaurant (internationale und färöische Küche) als auch die Zimmer bieten dieselbe Aussicht. Nicht zuletzt deswegen ist es auch bei Einheimischen ein bevorzugter Ort für Konferenzen, Hochzeiten und Veranstaltungen aller Art. Den vierten Stern erhielt das Hotel 2004.
Direkt neben dem Hotel Føroyar befindet sich die Jugendherberge von Tórshavn (Vallaraheimið Tórshavn).